# Rhombodera
Rhombodera, es un género de las mantis, de la familia Mantidae, del orden Mantodea. Es originario de Asia.

## Especies
Las especies de este género son:
- Rhombodera basalis
- Rhombodera boschmai
- Rhombodera brachynota
- Rhombodera butleri
- Rhombodera crassa
- Rhombodera doriana
- Rhombodera extensicollis
- Rhombodera extraordinaria
- Rhombodera flava
- Rhombodera fratricida
- Rhombodera fusca
- Rhombodera handschini
- Rhombodera javana
- Rhombodera keiana
- Rhombodera kirbyi
- Rhombodera laticollis
- Rhombodera latipronotum
- Rhombodera lingulata
- Rhombodera megaera
- Rhombodera mjoebergi
- Rhombodera morokana
- Rhombodera ornatipes
- Rhombodera palawanensis
- Rhombodera papuana
- Rhombodera rennellana
- Rhombodera rollei
- Rhombodera sjoestedti
- Rhombodera stalli
- Rhombodera taprobana
- Rhombodera tectiformis
- Rhombodera titania
- Rhombodera valida
- Rhombodera woodmasoni
- Rhombodera zhangi